# Бечки мир (1738)
Бечки мир потписан је 18. новембра 1738. године. Један је од последњих међународних уговора написаних на латинском језику. 

## Одредбе
Бечким миром је окончан рат за пољско наслеђе. Станислав Лешћински се одрекао свог права на пољски престо и право власти признао Августу III, војводи од Саксоније. За узврат је добио Војводство Лорену које је након његове смрти требало да наследи Француска. 